# Острая лучевая болезнь
Острая лучевая болезнь (ОЛБ) — заболевание, возникающее при внешнем, относительно равномерном воздействии гамма и/или нейтронного излучения в дозе более 1 Гр (100 рад) в течение короткого промежутка времени.

## Этиология
Имеются 5 факторов возникновения ОЛБ:
1. внешнее облучение (проникающая радиация или аппликация радиоактивных веществ);
2. относительно равномерное облучение (колебания поглощенной дозы разными участками тела не превышают 10 %);
3. гамма-облучение (волновое);
4. доза более 1 Гр;
5. короткое время облучения.

## Распространённость
В промышленности СССР и РФ на 2001 г. произошло порядка 170 аварий и катастроф, во время которых более 300 человек пострадали из-за лучевой болезни, при аварии на Чернобыльской АЭС пострадало 134 человека, из них 28 погибло.

## Патогенез
Выделяют 6 линий патогенеза ОЛБ:
1. радиационная токсемия — действие радиотоксинов и продуктов радиолиза воды на организм; лежит в основе клиники начального периода ОЛБ (симптомы интоксикации)
2. цитостатический эффект — потеря способности стволовых клеток к делению; лежит в основе агранулоцитарного, геморрагического и анемического синдромов;
3. радиационный васкулит мелких сосудов при облучении более 7 Гр. При больших дозах (20-80 Гр) наблюдаются васкулиты более крупных сосудов.
4. функциональные расстройства (нарушение нейрогуморальной регуляции ведет к развитию вегетативно-сосудистых кризов)
5. склерозирование (замещение функциональной ткани органов на соединительную)
6. малигнизация (следствие онкомутагенного влияния радиации)

## Классификация

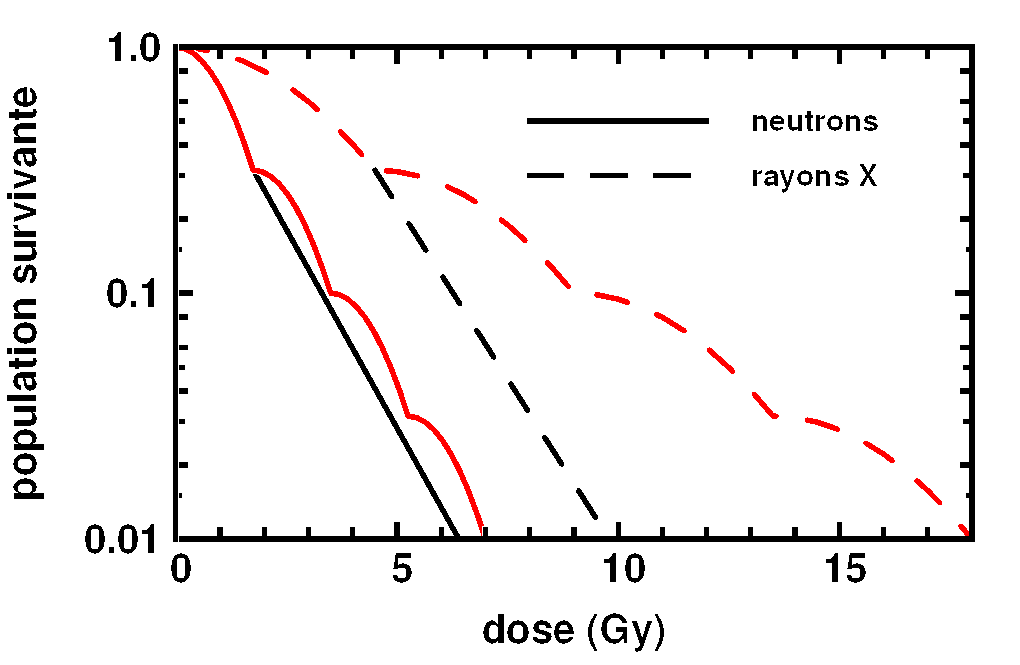
Выживание популяции клеток млекопитающих при остром облучении.

Выделяют 6 клинических форм ОЛБ в зависимости от дозы облучения:
1. костномозговая (1-6 Гр). Типичная форма ОЛБ, развивается при одномоментном/кратковременном облучении дозой 1-6 Гр. Летальность составляет 50 %. Имеет четыре степени. Характерно поражение кроветворной системы;
2. переходная форма (6-10 Гр). Переходная форма ОЛБ возникает при дозе облучения в 6-10 Гр. Для неё характерны поражения кроветворной системы и кишечника с характерными симптомами - диареей и рвотой с обезвоживанием. Летальность составляет 95 %;
3. кишечная (10-20 Гр). Является результатом одномоментного/кратковременного облучения дозой 10-20 Гр. Протекает с тяжелым энтеритом, кровотечениями из ЖКТ, диареей, кровавой рвотой и обезвоживанием, лихорадкой, инфекционно-септическими осложнениями. Летальность составляет 100 %;
4. токсемическая (сосудистая) (20-80 Гр). Манифестирует при одномоментном/кратковременном облучении дозой 20-80 Гр. Характеризуется тяжелой интоксикацией и гемодинамическими нарушениями. Летальность составляет 100 %;
5. церебральная (80-120 Гр). По особенностям клинической картины обозначается как молниеносная или острейшая лучевая болезнь, характеризуется общим поражением нервной системы с нарушением её жизненно важных функций. Летальность составляет 100 %;
6. смерть под лучом (более 120 Гр): гибель нервных, мышечных клеток с быстрым смертельным исходом. Летальность составляет 100 %, однако, таких случаев ещё не наблюдалось.

### Клиническая картина
При общем облучении всего тела:
- при дозе поглощенного облучения от 4 Гр — проявляется через 2 недели после получения дозы, смерть наступает через 3 недели при отсутствии своевременного лечения. Наблюдается анемия, лимфоцитопения и тромбоцитопения, происходит распад лимфоцитов и гибель кроветворной ткани.
- при дозе поглощенного облучения 10 Гр — проявляется через 3 дня (фаза видимого клинического благополучия) после полученной дозы, смерть наступает в течение 2 недель. Наблюдается тотальная гибель эпителия желудочно-кишечного тракта.
- при дозе поглощенного облучения 20 Гр и выше — проявляется с момента облучения и до нескольких дней после него, смерть наступает в течение нескольких дней. Наблюдаются повреждения ЦНС, возникает отёк головного мозга, повреждение гематоэнцефалического барьера, при больших дозах — непосредственно гибель нейронов.

### Костномозговая форма ОЛБ (КМ ОЛБ)
Костномозговая ОЛБ — единственная форма ОЛБ, которая имеет периоды и степени тяжести.
Течение типичной костно-мозговой формы ОЛБ характеризуется определённой цикличностью. Выделяют четыре периода:
- первый — начальный период или период первичной реакции;
- второй — скрытый, или период мнимого благополучия;
- третий — период разгара;
- четвёртый — период восстановления, выздоровления, разрешения.

Первичная реакция — комплекс симптомов, появляющихся уже в первые десять минут — часы после воздействия ионизирующего излучения. В механизме её развития ведущую роль играют образующиеся во время облучения радиотоксины, которые воздействуют на интерорецепторы. У пораженных внезапно появляется тошнота и рвота, слабость, головная боль, головокружение, состояние возбуждения или угнетения и апатии, вялость, сонливость, жажда, сухость во рту. Иногда возникают боли в области сердца, в подложечной области, внизу живота. Рвота может быть однократной, повторной, многократной, неукротимой. Иногда развиваются поносы, тенезмы, парез желудка и кишечника. В тяжелых случаях слабость достигает состояния адинамии. При объективном обследовании выявляются различные вазомоторные реакции: гиперемия и гипергидроз кожи, тахикардия, повышение АД с последующей гипотонией. Температура повышается, может развиться острая сердечно-сосудистая недостаточность. При исследовании крови выявляется нейтрофильный лейкоцитоз со сдвигом влево, относительная лимфопения и наклонность к ретикулоцитозу. В костном мозге содержание миэлокариоцитов, эритробластов и число митозов несколько снижено, повышен цитолиз.
Рвота развивается в результате раздражения хеморецептивной триггерной зоны на дне IV желудочка продолговатого мозга биологически активными веществами. При сверхвысоких дозах излучений включаются рефлекторные механизмы за счет импульсации с рецепторов желудочно-кишечного тракта.
Чем большую дозу получил пострадавший, тем быстрее развивается период первичной реакции и тем дольше он длится. При тяжелой и крайне тяжелой степени тяжести у пострадавших оказывается недостаточным количество эндогенных тиолов, обезвреживающих радиотоксины. В данном случае приходится прибегать не только к медикаментозному блокированию рвотных центров, но и к интенсивной дезинтоксикационной терапии.
С течением времени токсические вещества выводятся из организма или разрушаются. Постепенно улучшается состояние организма в целом. Наступает скрытый период или период мнимого клинического благополучия. Однако при специальном обследовании обычно выявляются признаки прогрессирующих нарушений крови (лимфопения, лейкоцитоз сменяется лейкопенией с нейтропенией, снижается число ретикулоцитов, а со второй недели и тромбоцитов, наблюдаются морфологические изменения в клетках крови, диспротеинемия, С-реактивный белок), нервной и эндокринной систем (астения, вегетососудистая неустойчивость). На основании этих симптомов и длительности скрытого периода и диагностируется степень тяжести лучевой болезни.
Нейтропения и тромбоцитопения достигают наибольшей выраженности к концу скрытого периода.
Чем большую дозу облучения получил пострадавший, тем более выраженные изменения развиваются в организме, тем короче продолжительность скрытого периода. И наоборот, чем меньшую дозу получили пострадавший, тем больше времени у медицинской службы на проведение различных манипуляций, в том числе оперативных вмешательств у лиц с комбинированными поражениями, так как в периоде разгара в связи с развитием геморрагического и инфекционного синдромов проведение различных манипуляций и особенно оперативных вмешательств весьма проблематично.
К концу периода мнимого благополучия изменения в кроветворной ткани достигают максимума. Появляются расстройства функций организма, приводящие к новому ухудшению состояния — начинается разгар заболевания. В этот период страдают все системы организма, что позволило выделить в этом периоде характерные синдромы: панцитопенический, геморрагический, общей интоксикации, кишечных расстройств, астенизации, сенсибилизации, инфекционный.
Главным звеном патогенеза являются нарушения кроветворения — этап, называемый панцитопеническим синдромом. Происходит уменьшение количества периферических клеток вследствие нарушения их продукции в органах кроветворения (костный мозг, лимфоузлы, селезенка). Число лейкоцитов и особенно нейтрофилов резко уменьшается. Значительно снижается количество тромбоцитов. В меньшей мере страдают эритроциты (если нет кровотечений). Костный мозг становится гипо- или апластичным.
На пике заболевания нарушаются процессы свертывания крови вследствие снижения тромбоцитов в периферической крови, что обуславливает геморрагический синдром. Наряду с этим происходит снижение резистентности сосудистой стенки вследствие повреждения эндотелия сосудов и повышения хрупкости сосудов. Имеет значение и повышение активности противосвертывающей системы крови. Проявляется геморрагический синдром кровоизлияниями: в кожу и подкожную клетчатку, в слизистые оболочки желудочно-кишечного тракта, дыхательных, мочевыводящих путей, в мышцу сердца, в мозг и др. органы, и кровотечениями: из десен, носовыми, кишечными, желудочными, почечными, маточными. Провоцирующими моментами для появления кровоизлияний и кровотечений чаще всего служат механические воздействия на сосуды.
Синдром общей интоксикации развивается вследствие нарушения клеточного метаболизма, гибели клеток в организме и активации микрофлоры. Токсемия усугубляет повреждения и препятствует восстановлению радиочувствительных тканей. Появление токсинов приводит к повышению температуры тела, а также к значительному ухудшению состояния.
Кишечный синдром является результатом радиационного повреждения кишечного эпителия, кровоизлияний в слизистую оболочку. Клинически наблюдается анорексия и частый жидкий стул с примесью крови. Быстро развивается кахексия вследствие нарушения всасывания питательных веществ в организм из желудочно-кишечного тракта и значительной потери жидкости.
Вследствие изменений иммунобиологической резистентности организма активируется экзо- и эндогенная микрофлора, что клинически проявляется в синдроме инфекционных осложнений. Снижение иммунобиологической резистентности организма происходит вследствие лейкопении, нарушения белкового обмена, значительного уменьшения продукции антител, подавления фагоцитоза, повышения проницаемости биологических барьеров. Наиболее частыми проявлениями инфекционных осложнений лучевой болезни являются: пневмония, ангина некротическая, энтериты, абсцессы, нагноение ран. Генерализация инфекции приводит к сепсису и часто к смертельному исходу. При бактериологическом исследовании крови и костного мозга чаще всего высевается кишечная палочка, стафилококк и стрептококк.
Трофические расстройства, возникающие вследствие нарушения кровоснабжения органов, тканей и нейрогуморальной регуляции, выражаются в обострении язвенных процессов в желудочно-кишечном тракте, появлении трофических язв на кожных покровах, развитии сухой гангрены пальцев ног.
В результате прямого и опосредованного действия радиации на центральную нервную систему развивается астенический синдром. Он выражен сильно и держится длительно после нормализации функции органов и систем.
Вследствие поражения ИИ изменяется чувствительность организма к чужеродным белкам. Отмечается положительная реакция на различные аллергены. Любое воздействие, сопровождаемое повреждением ткани, приводит к развитию аллергической реакции с геморрагиями и отеком. Синдром сенсибилизации включает и явление аутоаллергии, то есть повышенную реакцию на продукты распада собственных тканей.
При благоприятном исходе в дальнейшем наступает период восстановления или разрешения. Он начинается с нормализации кроветворения, повышается уровень лейкоцитов, тромбоцитов и появляются ретикулоциты в периферической крови. Нормализуется температура, постепенно нормализуются все функции организма. Однако ещё в течение длительного времени остаются явления астенизации, нейроциркуляторной дистонии, лабильность гемодинамических и гематологических показателей. Длится этот период несколько месяцев, может затягиваться до одного года.
Так протекает типичная костномозговая форма острой лучевой болезни от кратковременного, равномерного, внешнего гамма-облучения.
Несколько иначе течет ОЛБ, вызванная равномерным пролонгированным облучением. Пролонгированным облучением называется непрерывное воздействие на организм ИИ с мощностью дозы 0,02 Гр/мин и менее.
В результате воздействия на организм ИИ малой мощности и наличием одновременно процессов постлучевого восстановления тканей, клиническая картина имеет ряд отличий по сравнению с кратковременным облучением. При пролонгированном воздействии возникают те же формы лучевой болезни, как и при кратковременном облучении. Однако начало первичной реакции может быть отсрочено, зависимость тяжести от дозы сохраняется. При пролонгированном (фракционированных) облучениях длительностью 10 суток и более возникает костно-мозговая форма поражения с подострым течением I, II или III степени тяжести. Первичная реакция может отсутствовать. Период разгара растягивается во времени, более выражена анемия гипорегенеративного происхождения, восстановление замедлено. При возрастании длительности воздействия, доза вызывающая сходный синдром, оказывается выше, чем при одномоментном относительно равномерном облучении.
При облучении в дозах 4 Гр и более происходит значительное возрастание количества смертельных исходов.
В случае пролонгированного облучения организма ИИ радиопротекторы короткого типа действия неэффективны, в ряде случаев возможен и отрицательный эффект.
В боевой обстановке, как правило, лучевые поражения будут носить неравномерный характер из-за прикрытия в момент облучения отдельных участков тела элементами фортификационных сооружений, техники, вооружения и т. п. При неравномерном облучении общие закономерности течения ОЛБ выражены менее отчетливо. Это связано с тем, что в экранированных частях тела остаются малоповрежденные радиочувствительные ткани, которые в периоде выздоровления способствуют более быстрому и полному восстановлению их функций. Поэтому может быть выздоровление даже при таких дозах, которые при равномерном облучении вызывают гибель людей. Локальность облучения приводит к тому, что в клинике ОЛБ на первый план выступают местные поражения отдельных органов и тканей.
При преимущественном облучении головы и тела (если доза превышает 10-15 Гр) первичная реакция сопровождается сильнейшей головной болью, быстро развиваются воспалительные процессы на кожных и слизистых покровах, тяжелые неврологические, офтальмологические изменения. Признаки угнетения кроветворения отсутствуют.
При облучении грудной клетки в клинической картине будут преобладать симптомы нарушения сердечно-сосудистой системы (боли, тахикардия, гипотония). Отмечается угнетение кроветворения в грудине, периферическая кровь не изменена, так как происходит компенсация за счет необлученных участков костного мозга (усиление кроветворения). Первичной реакции может не быть. Облучение живота сопровождается выраженной первичной реакцией из-за большой рефлексогенной зоны, выраженными воспалительными и дегенеративными изменениями органов брюшной полости (кишечник — сегментарный колит, энтерит, почки, мочевой пузырь). Сдвиги в крови незначительны и носят переходящий характер.
При локальном облучении конечностей выражен гематологический синдром, различные степени тяжести радиационных поражений мышц и подкожных тканей.
Среди вариантов неравномерного облучения выделяют местные радиационные поражения. Местные лучевые поражения кожи называют местной радиационной травмой, различной степени тяжести. При преимущественном поражении головы характерно развитие орофарингеального синдрома — поражение слизистых оболочек рта и носоглотки.
Сочетанные радиационные поражения развиваются при одновременном воздействии внешнего гамма-излучения и аппликации на кожу и слизистые оболочки или поступления внутрь организма радиоактивных продуктов деления. В большинстве случаев сочетанные поражения будут иметь место у личного состава при ведении боевых действий на радиоактивно зараженной местности.
Однако в этих случаях основной вклад в поражающую дозу все же будет вносить внешнее гамма-облучение. Инкорпорация радиоактивными веществами и местные поражения кожных покровов будут лишь утяжелять течение острой лучевой болезни.
При инкорпорации радиоактивных веществ в значительных количествах клиника лучевой болезни имеет существенные отличия:
1. Происходит первостепенное повреждение «входных ворот» радионуклидами с развитием соответствующей клинической картины (радиационно обусловленные ларингит, фарингит, энтероколит, бронхит, конъюнктивит и др.)
2. Постепенное развитие выраженных морфологических изменений в критических органах (щитовидной железе — по I-131, в печени, почках, миокарде — по Сs-137, в костях и суставах — по Sr-90, Рu-239, в желудочно-кишечном тракте и лёгких — по Ce-144 и др.), пик опухолевой активности — 10-25 лет.
3. Длительное течение, связанное с периодом полураспада и периодом полувыведения радионуклидов из организма.
4. Возникновение осложнений в виде опухолей и системных заболеваний крови.
5. Более длительное, чем при лучевой болезни от долгого облучения, сохранение нормальных показателей крови.
6. Менее определённый прогноз, чем при одинаковом по тяжести внешнем долгом облучении.
7. Наличие радионуклидов в крови больных и в их выделениях, сопровождающееся облучением клеток крови, сосудов и выделительных органов.

Степени тяжести КМ ОЛБ (в зависимости от дозы облучения):
1. лёгкая (1—2 Гр)
2. среднетяжёлая (2—4 Гр)
3. тяжёлая (4—6 Гр)
4. крайне тяжёлая (более 6 Гр)

Периоды КМ ОЛБ:
1. начальный (первичной реакции)
2. мнимого благополучия
3. разгара
4. восстановления

#### Начальный период (период первичной реакции) КМ ОЛБ
Начинается с момента действия радиации и длится от 1 до 5 дней, длительность зависит от дозы и высчитывается по формуле:
степень тяжести + (1) = … суток
Патогенетическая основа — радиационная токсемия. Основное клиническое проявление — интоксикация. Выделяют 5 опорных симптомов начального периода, являющихся клиническими критериями определения степени тяжести (так как они коррелируют с дозой):
| Симптом        | I ст.                             | II ст.                      | III ст.                      | IV ст.                                 |
| -------------- | --------------------------------- | --------------------------- | ---------------------------- | -------------------------------------- |
| Рвота          | Нет или через > 3 часа однократно | ч/з 1,5—3 часа 2 и > раза   | ч/з 0,5—1,5 часа многократно | ч/з < 0,5 часа неукротимая             |
| Головная боль  | Временная умеренная               | Постоянная умеренная        | Временная сильная            | Постоянная сильная, спутанное сознание |
| Слабость       | Нет                               | Неустойчивая походка        | Нуждаются в поддержке        | Носилочные                             |
| Температура    | Нормальная                        | Субфебрильная (ближе 37 °C) | Субфебрильная (ближе 38 °C)  | Выше 38 °C                             |
| Гиперемия кожи | Румянец щёк                       | «Загар в майский день»      | Явная гиперемия              | Интенсивная гиперемия                  |

#### Скрытый период (мнимого благополучия) КМ ОЛБ
Субъективная симптоматика отсутствует.
Объективно-бессимптомные изменения в крови, по некоторым из которых можно определить степень тяжести ОЛБ:
| Показатель                       | I ст. | II ст.     | III ст.        | IV ст.         |
| -------------------------------- | ----- | ---------- | -------------- | -------------- |
| Лимфоциты (Г/л) на 2—4 день      | > 1   | 0,5—1      | 0,1—0,4        | < 0,1          |
| Лейкоциты (Г/л) на 7—9 день      | > 3   | 2—3        | 1—2            | < 1            |
| Тромбоциты (Г/л)на 18—20 день    | > 80  | < 80       | период разгара | период разгара |
| Время наступления агранулоцитоза | Нет   | 20—30 день | 8—20 день      | До 8 дня       |

#### Период разгара КМ ОЛБ
Выражается в 9 клинических синдромах:
1. Агранулоцитоз
2. Геморрагический синдром
3. Анемический синдром
4. Оральный синдром
5. Кишечный синдром
6. Поздний радиационный гепатит
7. Синдром радиационной кахексии
8. Синдром инфекционных осложнений
9. Синдром сердечно-сосудистых осложнений

##### Острая лучевая болезнь при внешнем общем неравномерном облучении
Неравномерное (преимущественно сегментарное) облучение может быть вследствие экранирования части тела человека различными сооружениями или техникой. В клинико-морфологической картине доминируют поражения преимущественно облучаемых критических органов: особенности заболевания зависят от «геометрии облучения» — от распределения по телу лучевой энергии. Особенностью этой формы лучевой болезни является минимальная выраженность изменений костного мозга. Морфологические признаки угнетения кроветворной ткани обнаруживаются только в тех костях, которые были облучены, однако за счёт нормального кроветворения в других костях выраженного костномозгового синдрома, как правило, не формируется.
При облучении преимущественно головы и шеи наблюдается выраженная первичная реакция. Если доза облучения превышает 4—5 Гр, возникает гиперемия и отёчность кожи лица, в дальнейшем выпадают брови и ресницы. При облучении в дозе 10 Гр и более развивается отёк головного мозга и язвенно-некротические поражения полости рта и глотки (орофарингеальный синдром).
Облучение грудного сегмента тела протекает с минимальными проявлениями первичной реакции, в основном сердечного происхождения (боли, аритмия).
Облучение брюшного сегмента тела проявляется выраженной первичной реакцией и клиникой поражения органов брюшной полости, прежде всего кишечника (сегментарный лучевой энтероколит).

##### Причины смерти при острой лучевой болезни
Причины смерти больных острой лучевой болезнью (на примере «чернобыльских» больных):
- Лучевая и ожоговая интоксикация (смерть на 11—30 сут.) вследствие обширного некроза тканей.
- Инфекционные осложнения (прежде всего, пневмония и сепсис, часто встречаются микст-инфекции). Смерть наступает после 2—3 нед. болезни, особенно фатальные вирусные и микотические инфекции. Причиной инфекционных осложнений является фактическая гибель иммунокомпетентной ткани.
- Острый респираторный дистресс-синдром (диффузное альвеолярное повреждение) вследствие радиогенного поражения стенок мелких сосудов лёгких и резкого повышения их проницаемости.
- Геморрагический синдром вследствие радиогенной деструкции стенок кровеносных сосудов и тромбоцитопении (самостоятельного танатогенетического значения, как правило, не имел).

При попытке трансплантации костного мозга больные умирали при явлениях РТПХ (гомологичной болезни) или от генерализованной цитомегаловирусной инфекции, развивавшейся в пост-трансплантационном периоде.

##### Сочетанные лучевые поражения
Сочетанными называют совместное воздействие внешнего γ-облучения и радионуклидов, попадающих на кожу или внутрь организма. Основными путями проникновения радиоактивных изотопов внутрь организма являются органы дыхания и пищеварения, а также раневые и ожоговые поверхности.
При острой лучевой болезни, вызванной сочетанными поражениями, более выражены воспалительные изменения покровных тканей, на которые попадают радионуклиды, менее продолжителен латентный период и существенное удлинение периода выздоровления, развивается более выраженное угнетение кроветворения. Кроме того, инкорпорированные радионуклиды проявляют тропность к определённым органам: почкам (уран), щитовидной железе (йод), костям (стронций, иттрий, цирконий), печени (церий, лантан). Остеотропные элементы приводят к лучевому некрозу кости, развитию злокачественных опухолей, особенно остеосарком и лейкемий. Во внутренних органах с депонированными радионуклидами постепенно нарастают фибропластические изменения и атрофия паренхимы с последующим развитием функциональной недостаточности поражённого органа.

### Желудочно-кишечная форма ОЛБ.
После общего облучения в дозах 10-20 Гр развивается кишечная форма ОЛБ, основу проявлений которой составляет кишечный синдром. Этот симптомокомплекс развивается в течение недели после облучения. Он связан с повреждением и гибелью клеток эпителия тонкой кишки. Основная роль в механизмах оголения подслизистого слоя отводится прямому радиационному поражению стволовых клеток эпителия.
Наиболее важным следствием оголения подслизистого слоя тонкой кишки является прекращение резорбции из её просвета воды и электролитов. Развивается дегидратация, которая сама по себе угрожает жизни больного. Из-за нарушения барьерной функции кишечной стенки во внутреннюю среду поступают токсичные вещества — в частности, токсины кишечной палочки. Их количество также может оказаться несовместимым с жизнью. По этой же причине в кровь и лимфу проникает кишечная микрофлора. Её размножению способствует развивающаяся одновременно гранулоцитопения. При достаточной выраженности перечисленные процессы приводят к гибели, если не предпринимаются попытки лечения, в течение недели.
Поскольку исчезновение эпителиальной выстилки тонкой кишки происходит уже при γ-облучении в дозе 10 Гр, дальнейшее увеличение дозы не может что-либо добавить к этому достаточному условию смертельного исхода, и сроки гибели не меняются с изменением дозы в диапазоне 10-20 Гр.
В течении кишечной формы ОЛБ часто можно выделить отдельные периоды, подобные тем, которые описывались при костномозговой форме. Начальный период отличается большей тяжестью проявлений и большей длительностью. Кроме того, нередко уже с первых дней отмечается диарея. Глубже снижается артериальное давление (иногда развивается коллаптоидное состояние). Весьма выражена и длительно сохраняется ранняя эритема кожи и слизистых. Температура тела повышается до фебрильных значений. Больные жалуются на боль в животе, мышцах, суставах, голове.
Продолжительность первичной реакции при кишечной форме ОЛБ составляет 2-3 суток. Затем может наступить кратковременное улучшение общего состояния (эквивалент скрытого периода костномозговой формы ОЛБ), однако проявления заболевания полностью не исчезают. Продолжительность скрытого периода не превышают 3 суток.
Наступление периода разгара кишечной формы ОЛБ знаменуется резким ухудшением самочувствия, развитием диареи, повышением температуры тела до 39-400С, развитием проявлений орофарингеального синдрома, обезвоживания, интоксикации и эндогенной инфекции, которой способствует раннее наступление агранулоцитоза. Смертельному исходу обычно предшествует развитие сопора и комы.
При условии лечения поражённые с кишечной формой ОЛБ могут прожить до двух и даже двух с половиной недель. В этом случае есть время для развития панцитопенического синдрома, вторичной инфекции и тяжелого кровотечения в ЖКТ, которые и служат причиной смерти.

### Сосудистая (токсемическая) форма ОЛБ.
Манифестирует при одномоментном/кратковременном облучение дозой 20-80 Гр. Характеризуется тяжелой интоксикацией, гемодинамическими нарушениями, повышением проницаемости сосудов, проявлениями интоксикации продуктами распада тканей, радиотоксинами и токсинами кишечной микрофлоры. Токсемия обусловливает нарушения мозгового кровообращения и отёк мозга, прогрессирующие признаки которого наблюдаются до смертельного исхода, наступающего в течение 4-7 суток. Также отмечаются: почечная недостаточность, полиорганная недостаточность, потеря сознания в первые минуты после облучения, коллапс.

### Церебральная форма ОЛБ.
Развивается при одномоментном/кратковременном облучении дозой свыше 80 Гр. Летальный исход наступает на 1-3 сутки после облучения от отека мозга
Характерным для нее является коллапс с потерей сознания и резким падением АД. Клиническая картина может быть обозначена как шокоподобная реакция с выраженной гипотензией, признаками отека головного мозга, анурией. Рвота и понос носят изнуряющий характер. Выделяют следующие синдромы этой формы:
- Судорожно-паралитический
- Амнетивно-гипокинетический
- Дисциркуляторный с нарушением центральной регуляции ряда функций вследствие поражения нервных центров.

В основе церебральной формы ОЛБ, развивающейся у человека после облучения головы или всего тела в дозах 80 Гр и выше, лежат дисфункция и гибель нервных клеток, обусловленные, преимущественно, их прямым радиационным поражением. При таком уровне доз повреждения ядерного хроматина столь многочисленны, что вызывают гиперактивацию системы ферментов репарации ДНК. ДНК-лигазная реакция сопровождается гидролизом АТФ, а реакция, катализируемая аденозиндифосфо-рибозилтрансферазой, способна вызвать быстрое и глубокое истощение внутриклеточного пула НАД+. Зависимые от этого кофермента реакции гликолиза и клеточного дыхания оказываются заторможенными, что приводит к нарушению ресинтеза АТФ. Продолжительный дефицит АТФ глубоко и необратимо влияет на клетки коры головного мозга, отличающиеся крайне высокой потребностью в энергии.
Проявления церебрального лучевого синдрома зависят от мощности дозы облучения: если она превышает 10-15 Гр/мин., то в течение нескольких минут после облучения могут развиться коллаптоидное состояние, резчайшая слабость, атаксия, судороги. Данный симптомокомплекс получил название синдрома ранней преходящей недееспособности (РПН). Наиболее вероятно его развитие при импульсном (особенно — нейтронном) облучении — например, при действии проникающей радиации нейтронного боеприпаса. Через 10-45 мин. основные проявления РПН проходят, сменяясь временным улучшением состояния. В менее выраженной форме РПН возможен и при кратковременном облучении в меньших дозах — от 20 до 50 Гр.
Если облучение происходит с небольшой мощностью дозы, то РПН не развивается, и после проявлений первичной реакции на облучение (тошноты, рвоты и др.) может наступить временное улучшение состояния. Однако нарастают признаки отёка мозга, психомоторное возбуждение, атаксия, дезориентация, гиперкинезы, судороги, расстройства дыхания и сосудистого тонуса. Эта симптоматика обусловлена не только дисфункцией, но и гибелью нервных клеток. Смерть наступает в течение не более чем 48 часов после облучения, ей предшествует кома.